# سیریل نورث‌کوت پارکینسون
سیرال نورث‌کوت پارکینسون (انگلیسی: C. Northcote Parkinson؛ ۳۰ ژوئیه ۱۹۰۹ – ۹ مارس ۱۹۹۳)، یک تاریخ‌نگار و پدیدآور اهل بریتانیا بود که ۶۰ کتاب نوشت.
 یکی از مواردی که باعث شهرت وی شد، قانون پارکینسون بود که به خاطر اینکه اولین بار توسط وی مطرح شد به نام خودش نامگذاری شد.